# Τ子
τ子（tauon），又稱陶子、濤子，是帶負電荷、自旋1⁄2的基本粒子，標記為
τ−
，由馬丁·佩爾實驗團隊於1975年發現。τ子、電子、緲子與對應的三種中微子，都歸屬於輕子；τ子是第三代輕子，電子是第一代，緲子是第二代。對應於τ子的中微子稱為τ中微子。τ子的反粒子稱為反τ子，帶正電荷，其壽命、質量、自旋都和τ子相同，標記為
τ+
。
τ子的半衰期為2.9×10−13 秒，質量為1776.82 MeV（稍加比較，電子的質量為0.511 MeV，緲子的質量為105.7 MeV）。τ子的相互作用與電子非常類似，τ子可以視為電子的特大質量版本。由於τ子的特大質量，τ子發射出的軔致輻射比電子少很多，因此，τ子比電子更具有穿透性，但是τ子的壽命很短，τ子的移動範圍主要是由衰變長度設定，由於數值過小，很難觀察到軔致輻射。只有在超高能量時，即能量超過PeV時，才能觀察到τ子的穿透性。

## 歷史

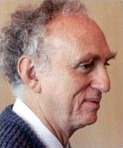
馬丁·佩爾

馬丁·佩爾實驗團隊於1975年做實驗探測到τ子。:ch5這實驗主要使用到史丹福直線加速器中心那時新裝置的史丹福正負電子非對稱圈（SPEAR）與勞倫斯伯克利國家實驗室的磁性探測器。該實驗可以探測與分辨輕子、強子與光子，但該實驗並沒有直接探測到τ子，而是發現了64筆無法給出合理解釋的反常事件，這些事件的形式可以表示為
{\displaystyle \mathrm {e^{+}+e^{-}{\xrightarrow[{}]{}}\ e^{\pm }\ +\mu ^{\mp }\ +\ } }至少兩個未被探測到的粒子
由於無法只用一個粒子來滿足能量守恆與動量守恆，因此必須存在有至少兩個未被探測到的粒子，可是該實驗並未探測到任何其它緲子、電子、光子、或強子，所以佩爾團隊提議，在這些事件裏，嶄新種類的
τ+

τ−
粒子對被製成，然後在短暫時間後又衰變為緲子與中微子：
{\displaystyle \mathrm {e^{+}+e^{-}{\xrightarrow[{}]{}}\ \tau ^{+}\ +\tau ^{-}\ {\xrightarrow[{}]{}}\ e^{\pm }\ +\mu ^{\mp }\ +4\nu } }
這反應很難核對，因為製成
τ+

τ−
對所需的能量與製成D介子的閾值相近。後來，在德國電子加速器－漢堡、史丹福正負電子非對稱圈的直接電子計數器（Direct Electron Counter，DELCO）完成的研究工作測得了τ子的質量與自旋。佩爾因為發現τ子與對輕子物理學的開創性實驗研究、弗雷德里克·萊因斯因為發現中微子與對輕子物理學的開創性實驗研究，兩人共同榮獲1995年諾貝爾物理學獎。
符號τ衍生自希臘語τρίτον（triton，在英文裏"第三個"的意思），τ子是第三個被發現的帶電輕子。

## 衰變

τ子衰變時發射W 玻色子的費曼圖。

τ子是唯一可以衰變成強子的輕子，其它輕子並不具有必需的質量。如同τ子的其它衰變方法，強子型衰變是通過弱相互作用進行。τ子的幾個主要強子型衰變與實驗測得的分支比為
{\displaystyle \mathrm {\tau ^{-}\ \xrightarrow {25.52\%} \ \pi ^{-}\ +\pi ^{0}\ +\nu _{\tau }} }
{\displaystyle \mathrm {\tau ^{-}\ \xrightarrow {10.83\%} \ \pi ^{-}\ +\nu _{\tau }} }
{\displaystyle \mathrm {\tau ^{-}\ \xrightarrow {9.30\%} \ \pi ^{-}\ +2\pi ^{0}\ +\nu _{\tau }} }
{\displaystyle \mathrm {\tau ^{-}\ \xrightarrow {8.99\%} \ \pi ^{-}\ +\pi ^{+}\ +\pi ^{-}\ +\nu _{\tau }} }
{\displaystyle \mathrm {\tau ^{-}\ \xrightarrow {2.70\%} \ \pi ^{-}\ +\pi ^{+}\ +\pi ^{-}\ +\pi ^{0}\ +\nu _{\tau }} }
{\displaystyle \mathrm {\tau ^{-}\ \xrightarrow {1.05\%} \ \pi ^{-}\ +3\pi ^{0}\ +\nu _{\tau }} }
將τ子的所有強子型衰變分支比總合起來，約為64.79%。
在標準模型裏，τ子與τ中微子的τ子數Lτ為1，反τ子與反τ中微子的τ子數Lτ為-1；其它種輕子的τ子數Lτ為0。由於在弱衰變裏，τ子數守恆，每當τ子衰變為緲子或電子時，會同步產生一個τ中微子。τ子的常見純輕子型衰變與實驗測得的分支比為
{\displaystyle \mathrm {\tau ^{-}\ \xrightarrow {17.83\%} \nu _{\tau }\ +e^{-}\ +{\bar {\nu }}_{e}} }
{\displaystyle \mathrm {\tau ^{-}\ \xrightarrow {17.41\%} \ \nu _{\tau }\ +\mu ^{-}\ +{\bar {\nu }}_{\mu }} }
由於輕子普適性，這兩個數值很近似。:36-38

## 奇異原子
像其它帶電亞原子粒子一般，τ子也可能與其他亞原子粒子共同形成奇異原子。例如，與電子偶素
e+

e−
或緲子偶素
μ+

e−
類似的τ子偶素（tauonium）
τ+

e−
，被預測有製備出來的可能性。
探測
τ+

τ−
原子對於量子電動力學的研究極為重要，因為它是最具質量，最緊密的純量子電動力學系統之一。但是，由於τ子會非常快速地衰變，製備與研究
τ+

τ−
原子是很困難的實驗。

## 參閱
- 小出公式（英语：Koide formula）

## 外部連結
- Nobel Prize in Physics 1995 （页面存档备份，存于）
- Perl's logbook showing tau discovery
- A Tale of Three Papers （页面存档备份，存于） gives the covers of the three original papers announcing the discovery.